# Clive Oppenheimer
Clive Oppenheimer (n. 1964) es un vulcanólogo británico y profesor de vulcanología en el Departamento de Geografía de la Universidad de Cambridge.

## Biografía
Oppenheimer estudió Ciencias Naturales en la Universidad de Cambridge, donde se licenció en Filosofía y Letras.Tiene un doctorado por la Open University, con una tesis que investigó el uso de la teledetección en la vulcanología y que fue supervisada por Peter Francis y David Rothery.
El ámbito de investigación en los que se interesa Oppenheimer se centran en la vulcanología y la geoquímica, sobre todo en la Antártida, donde ha pasado trece temporadas realizando trabajos de campo en el Monte Erebus. Está especializado en los procesos magmáticos y volcánicos, así como en la monitorización y el impacto de las erupciones en los humanos a lo largo de la historia. Además de su trabajo vulcanológico, descubrió dos campamentos, previamente perdidos, utilizados por un grupo de exploradores de la expedición Terra Nova de Scott en 1912, ahora reconocidos como lugares protegidos por el Sistema del Tratado Antártico.
En 2011, el gobierno de Corea del Norte le invitó a él, a su estudiante de doctorado, Kayla Iacovino, y al vulcanólogo James Hammond, del Imperial College de Londres, a estudiar la montaña Baekdu en busca de actividad volcánica reciente. Su proyecto continuaba en 2014 y se esperaba que durara otros "dos o tres años".
Miembro de la unidad de vulcanología de Cambridge, Oppenheimer apareció en el documental de Werner Herzog, Encounters at the End of the World, también lo hizo en Into the Inferno (2016) y en Fireball: Visitors from Darker Worlds, ambos igualmente de Herzog. También participó en el programa The Museum of Curiosity de BBC Radio 4. Su hipotética donación a este museo imaginario fue una pequeña lata de magma. También ha aparecido en The Infinite Monkey Cage junto a Jo Brand y Tamsin Mather y en The Museum of Curiosity, Midweek e In Our Time en BBC Radio 4.
Clive Oppenheimer recibió el Premio Murchison de la Real Sociedad Geográfica por sus contribuciones a la ciencia geográfica en los últimos años.

## Publicaciones seleccionadas
Entre sus publicaciones se encuentra Eruptions that Shook the World, que sirvió de base para la película de 2016 Into the Inferno, dirigida por Werner Herzog.
- Eruptions that Shook the World[17]
- Volcanoes[21]
- Volcanism and the Earth's Atmosphere [22]
- Volcanic Degassing[23]